# موسس پچاکجیان
مؤسس پچاکجیان (ارمنی: Մովսես Պչաքճյան؛ زادهٔ ۱۹۴۰ - درگذشته ۱۷ اکتبر ۲۰۱۶) اهل ارمنستان بود.

## زندگی‌نامه
وی در ۱۹۴۰ در حلب به دنیا آمد و از دانشگاه دمشق فارغ‌التحصیل گشت. وی برنده جوایزی همچون مدال موسس خورناتسی است. وی در در سن سالگی در لیون درگذشت.